# Hellers (Weiler-Simmerberg)

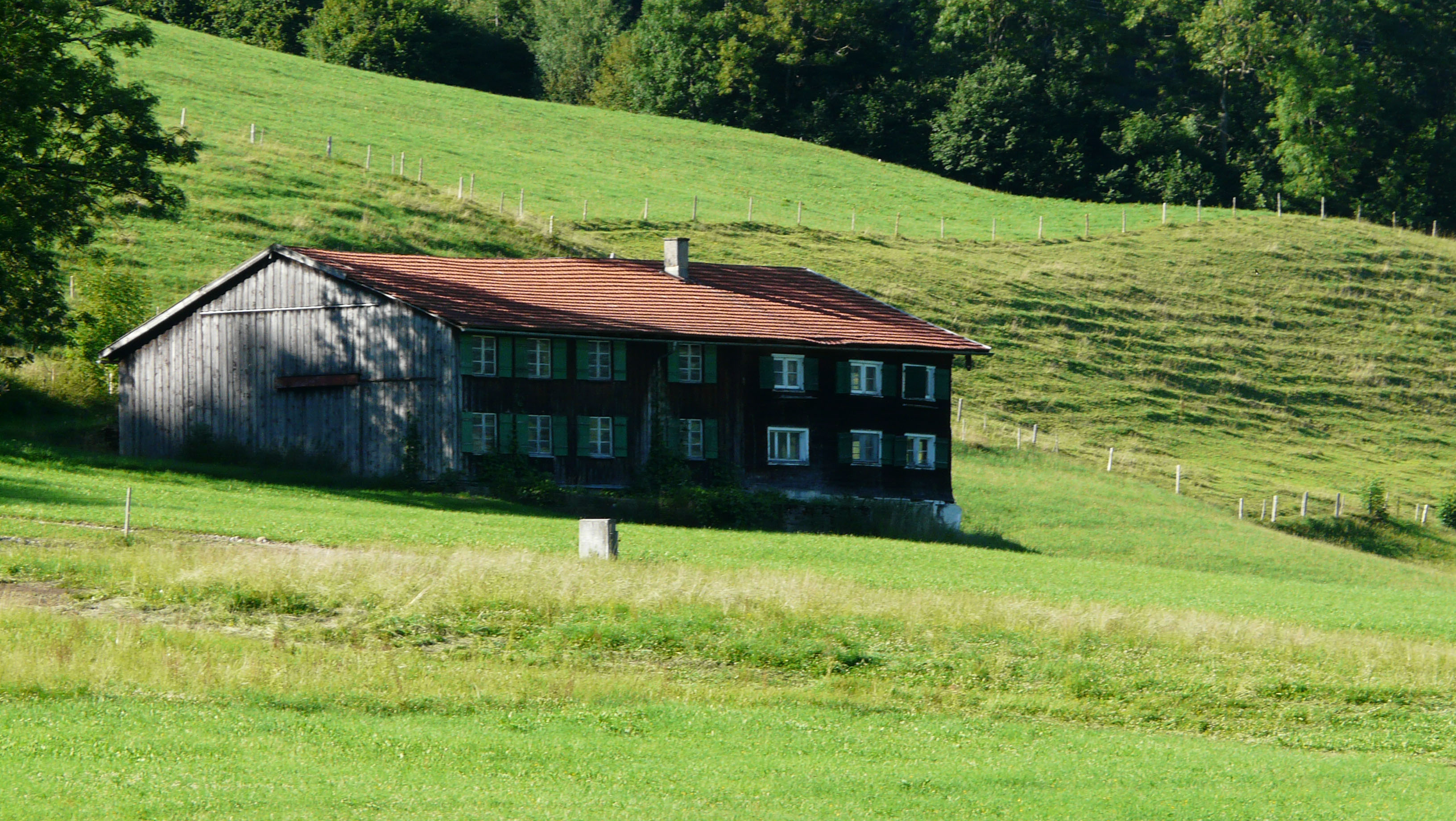
Bauernhaus in Hellers

Hellers (westallgäuerisch: Hellərs, Helas, üf Hellərs) ist ein Gemeindeteil des Markts Weiler-Simmerberg im  bayerisch-schwäbischen Landkreis Lindau (Bodensee).

## Geographie
Das Dorf liegt circa zwei Kilometer südwestlich des Hauptorts Weiler im Allgäu im Rothachtal und zählt zur Region Westallgäu.

## Ortsname
Der Ortsname bezeichnet den Familiennamen Heller im Genitiv und bedeutet somit (Ansiedlung) des Heller. Möglich wäre auch ein Bezug des Ortsnamens zu der Geldmünze Heller.

## Geschichte
Hellers wurde erstmals urkundlich im Jahr 1569 als ein Gut in Hellers zum Schloss Altenburg gehörte erwähnt. Im gleichen Jahr wurde die Burgmühle des Schlosses Altenburg an der Maisach erwähnt, die bis 1914 als Mahlmühle in Betrieb war. Der Ort gehörte einst dem Gericht Kellhöfe in der Herrschaft Bregenz und später der Gemeinde Simmerberg an.